# 帶紋背唇隆頭魚
帶紋背唇隆頭魚，為輻鰭魚綱鱸形目隆頭魚亞目隆頭魚科的其中一種，分布於西南太平洋的紐西蘭海域，棲息深度40-91公尺，體長可達29.9公分，棲息在底層水域，以甲殼類及軟體動物為食，生活習性不明。

## 擴展閱讀
維基物種上的相關：帶紋背唇隆頭魚